# Der Flug des Aquanauten
Der Flug des Aquanauten (Flight of the Aquanaut) ist ein kurzer, kanadischer Dokumentarfilm über einen Taucher im Panzertauchanzug, der dem Zuschauer auf unterhaltsame Weise die Unterwasserwelt näherbringt. Der Film beeindruckt durch die vielfältige Szenerie und die gute Vertonung.

## Handlung
Während des Tauchgangs studiert der Taucher Fischarten, spielt mit Delphinen und untersucht ein altes Schiffswrack. Dabei gerät er auch in gefährliche Situationen.